# 洛根鎮區 (愛荷華州蘇縣)
洛根鎮區（英語：Logan Township）是位於美國愛荷華州蘇縣的一個行政鎮區。

## 地方資料
根據2010年美國人口普查的數據，洛根鎮區的面積為53.94平方千米，當中陸地面積為53.35平方千米，而水域面積為0.59平方千米。當地共有人口784人，而人口密度為每平方千米14.53人。